# Allium asarense
Allium asarense är en amaryllisväxtart som beskrevs av Reinhard M. Fritsch och Matin. Allium asarense ingår i släktet lökar, och familjen amaryllisväxter. Inga underarter finns listade i Catalogue of Life.